# Kaple Božího hrobu (Velký Šenov)
Kaple Božího hrobu tvoří čtrnácté zastavení křížové cesty ve Velkém Šenově. Neoklasicistní kaple byla postavena roku 1862, zničena byla po druhé světové válce.

## Historie
Ambrož Hille (1782–1863) z Velkého Šenova dal ve svém rodném městě roku 1856 postavit křížovou cestu. Roku 1862 ji rozšířil o kapli Božího hrobu, která tvořila čtrnácté zastavení. Areál doplnila šest let po smrti zakladatele kaple Kalvárie. Křížová cesta spolu s kaplemi byla průběžně udržována až do druhé světové války, před jejím začátkem proběhla poslední velká oprava. Když byli po válce vysídleni původní obyvatelé města, o kapli se nikdo nestaral. K nezájmu se přidali zloději a vandalové, takže nejpozději v 60. letech 20. století byla kaple zničena. Při celkové rekonstrukci křížové cesty v letech 1997–2000 byly zbytky kaple (prakticky jen podlaha se sochou Ježíše Krista) očištěny, k obnově kaple však nedošlo. Kaple Božího hrobu je, stejně jako křížová cesta, v majetku Římskokatolické farnosti Velký Šenov. Stavba není zapsána v katastru nemovitostí a není památkově chráněna.

## Popis
Obdélná kaple Božího hrobu nebyla příliš velká. Průčelí kaple dominoval výrazný trojúhelníkový štít zdobený římsami. Vstup byl pravděpodobně volný, bez dveří. Podobná byla zadní stěna kaple, která byla ovšem bez dveří a oken. Boční stěny byly jednoduché, bez oken. Sedlovou střechu pokrývala pravděpodobně břidlice. Podlaha kaple byla dlážděná. Interiér tvořila pískovcová socha ležícího Ježíše Krista, kterou zhotovil krásnolipský sochař Leopold Zimmer.

## Galerie

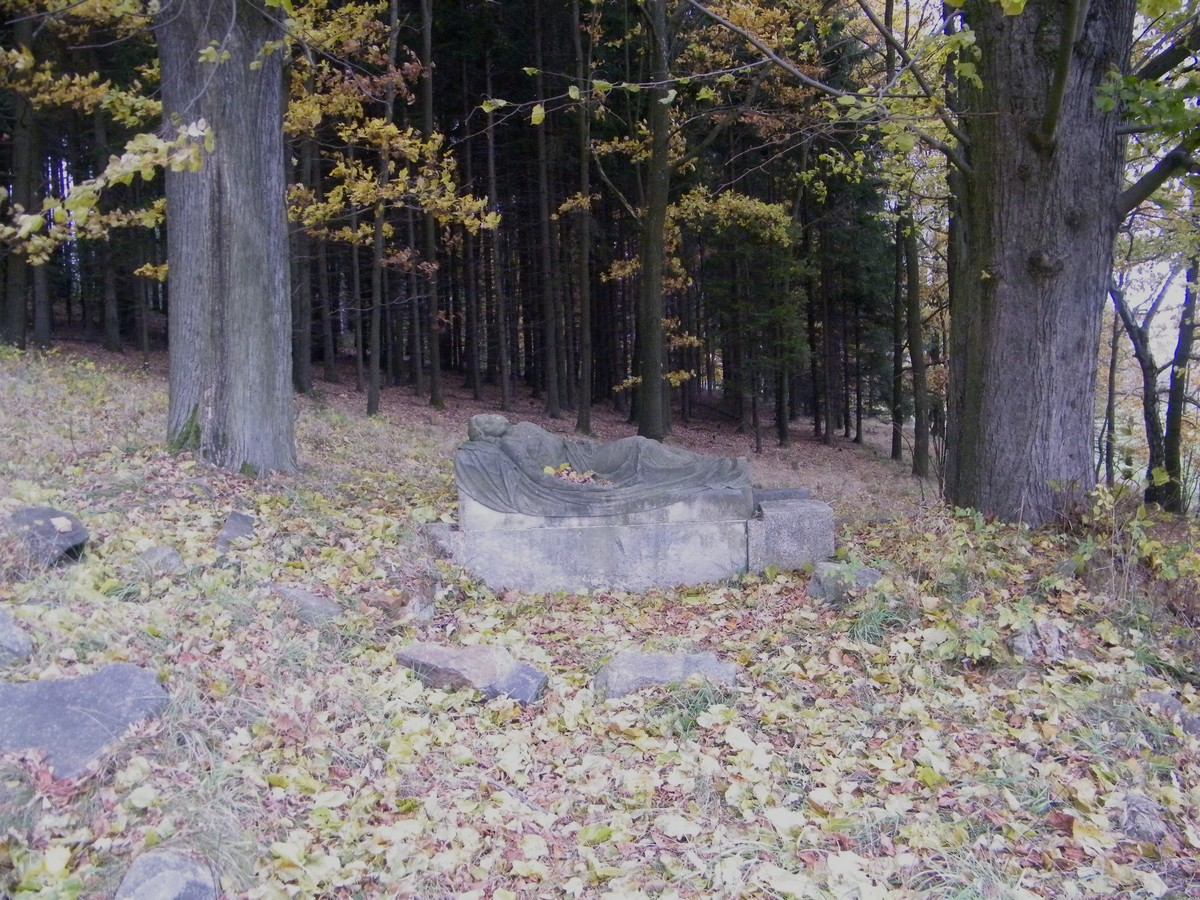
Torzo kaple Božího hrobu (2015)
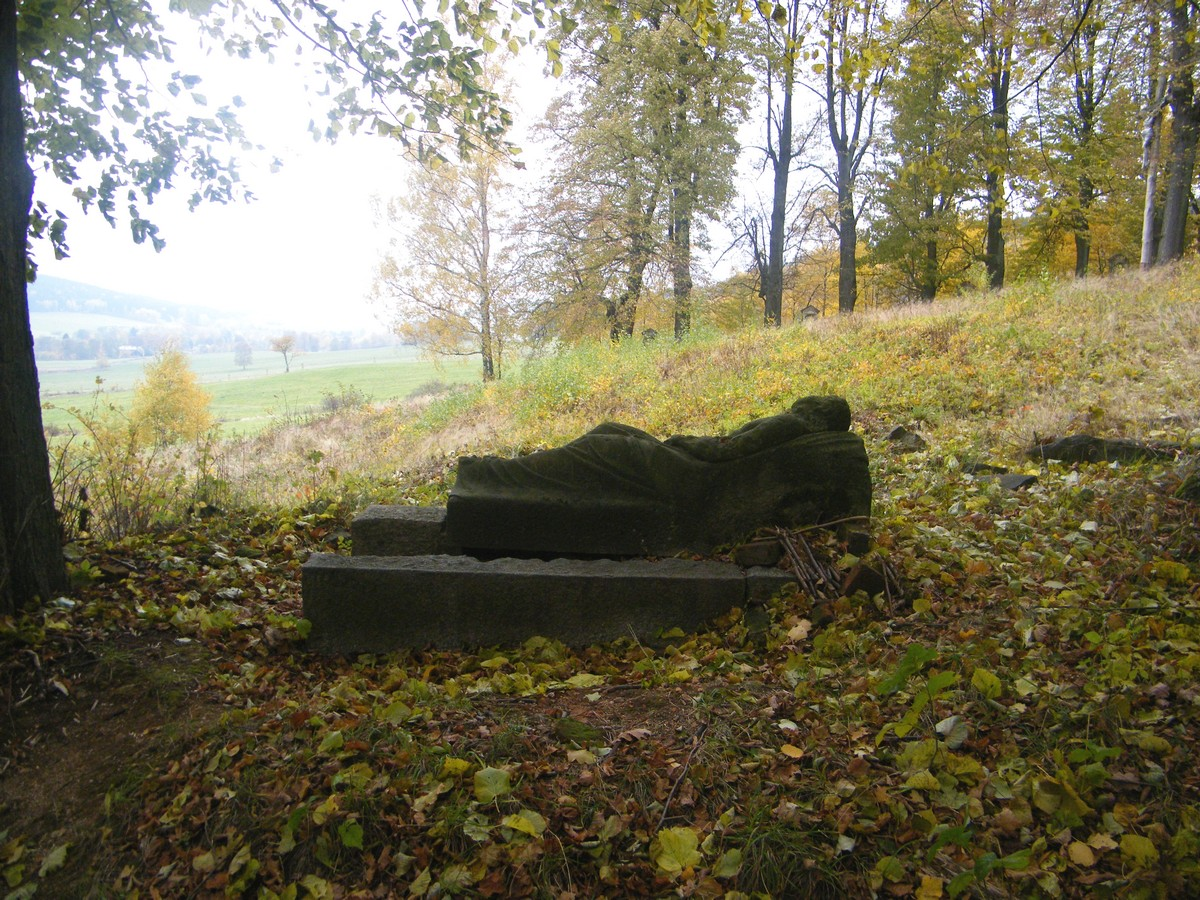
Torzo kaple Božího hrobu (2015)
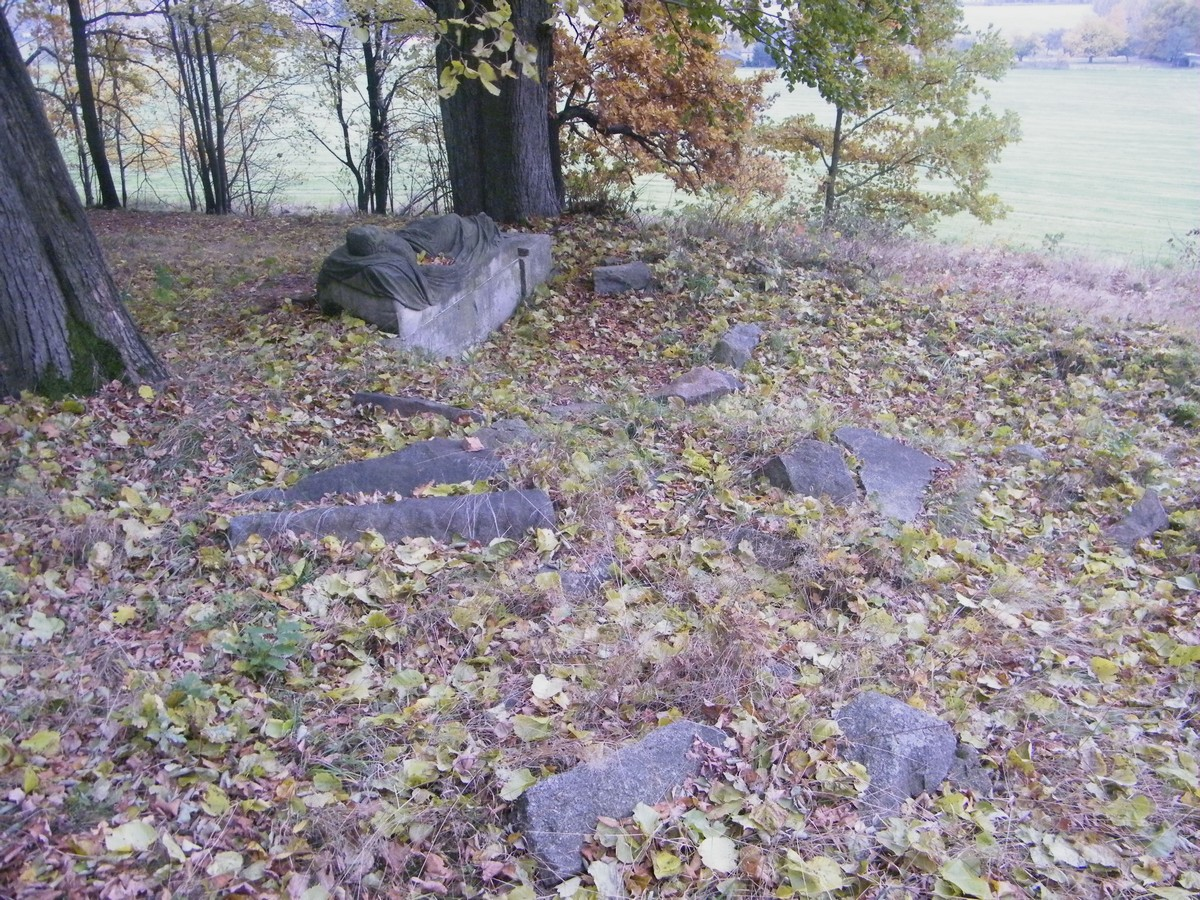
Torzo kaple Božího hrobu (2015)
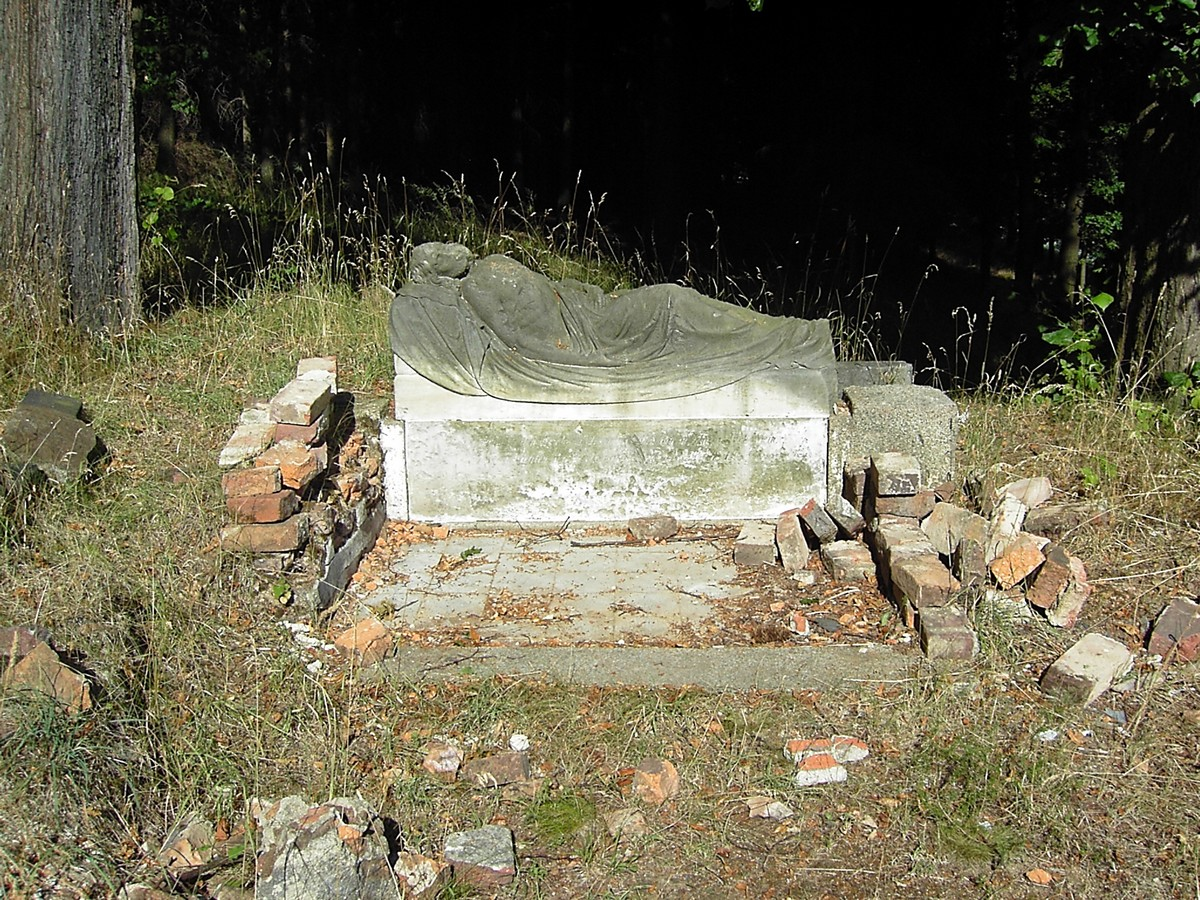
Torzo kaple Božího hrobu (2006)